# Euroregion Pomoraví
Euroregion Pomoraví je region přeshraniční ekonomické spolupráce států České republiky, Rakouska a Slovenské republiky. Tvoří ho distinktní právní jednotky Jihomoravský kraj (Česká republika), Weinviertel (Rakousko) a Trnavský samosprávný kraj (Slovenská republika). Euroregion jako takový zabírá plochu 1 727 km2, obsahuje 74 obcí s celkovým počtem 668 483 obyvatel (v roce 2005).

## Historie euroregionu
Vzhledem k povaze euroregionu sestává historie z dílčích organizací tvořící centrální strukturu euroregionu. Počátky tvorby mohou být na české straně hranice vnímány v roce 1997 s vytvořením Sdružení obcí a měst Jižní Moravy. K samotnému vytvoření Euroregionu Pomoraví došlo podepsáním trilaterální smlouvy v roce 1999, což navazovalo na Deklaraci o rozvoji spolupráce z roku 1997.

## Oblasti spolupráce
Na základě smlouvy byly vytyčeny následující prioritní oblasti spolupráce (převzato ze stránek Euroregionu Pomoraví):
- reakce na klimatické změny, ochrana přírody a životního prostředí, ochrana čistoty ovzduší, odpadové hospodářství,
- výzkum a vývoj, inovace,
- vzdělávání, výchova, sport, kultura,
- udržitelné zemědělství a lesnictví,
- krizové řízení,
- zdravotnictví a sociální oblast,
- rozvoj malého a středního podnikání,
- hospodářství a digitalizace, kybernetická a informační bezpečnost,
- územní plánování a rozvoj regionů,
- cestovní ruch,
- doprava.

## Cíle spolupráce
Jako cíle této přeshraniční spolupráce jsou vytyčeny zejména: multilaterální tvorba a posílení přeshraničních vazeb; posílení informačních vazeb přes hranice; tvorba platforem pro přeshraniční spolupráci; udržování a posilování stávající spolupráce; a iniciace a podpora nových projektů (stávající cíle v roce 2023).

## Významná města
Významnými městy v Euroregionu Pomoraví jsou v České republice Brno, Blansko, Břeclav, Hodonín, zatímco v Rakousku Vídeň, Mistelbach, Hollabrunn a ve Slovenské republice Bratislava, Senica, Myjava či Malacky.